# Lemma von Farkas
Das Lemma von Farkas ist ein mathematischer Hilfssatz (Lemma). Er wurde 1902 von Julius Farkas aus Klausenburg (damals Österreich-Ungarn, heute Rumänien) als „Grundsatz der einfachen Ungleichungen“ veröffentlicht. Als eine der ersten Aussagen über Dualität erlangte dieses Lemma große Bedeutung für die Entwicklung der linearen Optimierung und die Spieltheorie.
Das Lemma von Farkas kann verwendet werden, um den starken Dualitätssatz der linearen Optimierung und den Satz von Kuhn-Tucker zu beweisen. 
Es dient weiter dazu, finanztheoretische Arbitrageprobleme zu behandeln.

## Satz
Für jede reelle Matrix {\displaystyle A} und jeden reellen Vektor {\displaystyle b} ist von beiden Systemen
(1) {\displaystyle Ax=b,~x\geq 0}
(2) {\displaystyle A^{\top }y\geq 0,~b^{\top }y<0}
stets genau eines lösbar. Dabei ist {\displaystyle x\geq 0} sowie {\displaystyle A^{\top }y\geq 0} komponentenweise zu verstehen.

## Herleitung
Diese Aussage lässt sich auf die geometrische Beobachtung zurückführen, dass zwei konvexe Polyeder {\displaystyle P,Q} genau dann durch eine Hyperebene trennbar sind, wenn ihr Durchschnitt {\displaystyle P\cap Q} leer ist.
Dabei kann (1) als die Aussage interpretiert werden, dass {\displaystyle b} im konvexen Kegel {\displaystyle C=\{z=Ax:\;x\geq 0\}} liegt. Dieser hat seine Spitze im Ursprung und wird von den Spalten der Matrix {\displaystyle A} aufgespannt. Liegt {\displaystyle b} in diesem Kegel, so folgt aus {\displaystyle y^{\top }A\geq 0} immer schon {\displaystyle y^{\top }b\geq 0}, Aussage (2) gilt also nicht.
Liegt {\displaystyle b} nicht in diesem Kegel {\displaystyle C}, ist also (1) falsch, dann können Punkt und konvexer Kegel durch eine Hyperebene getrennt werden. Eine solche Hyperebene ist durch eine Gleichung {\displaystyle y^{\top }z-d=0} definiert. Die Trennungseigenschaft kann so spezialisiert werden, dass der Kegel {\displaystyle C} im positiven Halbraum und {\displaystyle b} im negativen Halbraum der affinen Funktion {\displaystyle y^{\top }z-d=0} liegen. Insbesondere gilt für die erzeugenden Punkte {\displaystyle 0,a_{1},\dots ,a_{n}} des Kegels und beliebige positive Vielfache davon
{\displaystyle -d\geq 0,~y^{\top }ta_{1}-d\geq 0,\dots ,~y^{\top }ta_{n}-d\geq 0} und gleichzeitig {\displaystyle y^{\top }b<d},
woraus Aussage (2) folgt.

## Varianten
- Das Ungleichungssystem {\displaystyle Ax\leq b} ist genau dann lösbar, wenn {\displaystyle y^{\top }b\geq 0} für jeden Vektor {\displaystyle y\geq 0} mit {\displaystyle y^{\top }A=0} gilt.

- Das Ungleichungssystem {\displaystyle Ax\leq b} hat genau dann eine Lösung {\displaystyle x\geq 0}, wenn {\displaystyle y^{\top }b\geq 0} für jeden Vektor {\displaystyle y\geq 0} mit {\displaystyle y^{\top }A\geq 0} gilt.